# Michael Scott
Michael Scott (* 28. září 1959 Dublin) je irský spisovatel, odborník na mytologii a lidovou slovesnost. Jako prodejce starých a vzácných knih procestoval celé Irsko a přitom shromáždil velké množství (často již téměř zapomenutých) irských mýtů a pověstí, které pak využil ve své úspěšné spisovatelské činnosti. Patří mezi mistry fantasy a strašidelných i pohádkových příběhů pro mládež i pro dospělé čtenáře. Irish Times jej nazvaly „králem fantasy na Ostrovech“. Několik knih napsal také pod pseudonymy Anna Dillon a Mike Scott.

## Dílo

### Knihy pro mládež
- Song of the Children of Lir (1983), kniha pohádek,
- Tales from the Land of Erin, fantasy trilogie:
  - A Bright Enchantment (1985),
  - A Golden Dream (1985),
  - A Silver Wish (1985).
- Children of Lir (1986), kniha pohádek,
- The Quest of the Sons (1988), kniha pohádek,
- Green and Golden Tales, třídílná sbírka irských pohádek:
  - Irish Hero Tales (1988),
  - Irish Fairy Tales (1988),
  - Irish Animal Tales (1989).
- Saint Patrick (1990), zpracování legendy o patronovi Irska,
- The De Danann Tales, fantasy trilogie:
  - Windlord (1991),
  - Earthlord (1992),
  - Firelord (1994).
- Judith, dobrodružná trilogie napsaná pod pseudonymem Mike Scott:
  - Judith and The Traveller (1991),
  - Judith and Spider (1992),
  - Good Enough for Judith (1994).
- Last of the Fianna (1992), zpracování irských středověkých pověstí,
- Magical Irish Folk Tales (1995), sbírka pohádek,
- Secrets of the Immortal Nicholas Flamel (Tajemství nesmrtelného Nikolase Flamela), fantasy série:
  - The Alchemyst (2007, Alchymista),
  - The Magician (2008, Čaroděj),
  - The Sorceress(2009, Vědma),
  - The Necromancer (2010, Zaříkávač),
  - The Warlock (2011, Válečník),
  - The Enchantress (2012, Kněžka).

### Knihy pro dospělé čtenáře
- Irish Folk & Fairy Tales (1983–1984), třídílná sbírka irských lidových pohádek,
- A Celtic Odyssey (1985), fantasy,
- Tales of the Bard, fantasy trilogie:
  - Magician's Law (1987),
  - Demon's Law (1988),
  - Death's Law (1989).
- The Navigator (1988), společně s Glorií Gaghanovou, zpracování středověké irské legendy o svatém Brendanovi,
- Banshee (1990), horor,
- River Gods (1991ú, sbírka pohádek,
- Image (1991), česky jako Zrůdné zrcadlo), eroticky laděný horor,
- Other World, hororová série:
  - October Moon (1992),
  - House of the Dead (1993),
  - Wolf Moon (1995).
- Irish Myths and Legends (1992), sbírka irských lidových pověstí, bajek a legend,
- Reflection (1993, česky jako Ďábelská vidina), horor, pokračování knihy Image,
- Imp (1993,
- Irish Ghosts & Hauntings (1994), sbírka irských lidových pověstí,
- Vampyre (1995), horor,
- The Hallows (1995), horor,
- Arcana, dvoudílná fantasy napsaná společně s Morganou Llywelynovou:
  - Silverhand (1995),
- Silverlight (1996).
- 19 Railway Street (1996), horor, společně s Morganou Llywelynovou,
- The Book of Celtic Wisdom (1999), literatura faktu,
- Etruscans (2000), fantasy, společně s Morganou Llywelynovou,
- The Merchant Prince (2000), sci-fi, společně s Arminem Shimermanem,
- Celtic Wisdom for Business (2001), literatura faktu,
- Who Wants to Be A Millionaire? (2001), literatura faktu,
- The Quiz Master (2004), dobrodružná kniha,
- Vampyres of Hollywood (2008, česky jako Upíři z Hollywoodu), horor, společně s Adriennou Barbeauovou

### Knihy napsané jako Anna Dillon[3]
- Seasons (1988),
- Another Time, Another Season (1989),
- Season's End (1991),
- Lottery (1993),
- Lies (1998),
- The Affair (2004),
- Consequences (2005),
- Closure (2007).

## Česká vydání
- Zrůdné zrcadlo, Cesty, Praha 1993, přeložili Jana a Dušan Rovenští,
- Ďábelská vidina, Cesty, Praha 1994, přeložili Jana a Dušan Rovenští,
- Irské bajky, Ando, Brno 1996, přeložila Ivana Daňhelová, výbor z knihy Irish Myths and Legends,
- Irské báje a pověsti, Ando, Brno 1996, přeložila Ivana Daňhelová, výbor z knihy Irish Myths and Legends,
- Irské Mýty a legendy, Ando, Brno 1996, přeložila Ivana Daňhelová, výbor z knihy Irish Myths and Legends,
- Hrdinové irských bájí, Ando, Brno 1996, přeložila Renata Kamenická, výbor z knihy Irish Hero Tales,
- Kočičí zaklínání: irské mýty a pověsti, Argo, Praha 2006, vybrala a přeložila Markéta Nová,
- Upíři z Hollywoodu, Albatros, Praha 2008, přeložil Pavel Medek,
- Tajemství nesmrtelného Nikolase Flamela:
  - Alchymista, Knižní klub, Praha 2008, přeložila Zuzana Zábrodská,
  - Čaroděj, Knižní klub, Praha 2008, přeložila Zuzana Zábrodská,
  - Vědma, Knižní klub, Praha 2009, přeložila Zuzana Fišerová,
  - Zaříkávač, Knižní klub, Praha 2010, přeložila Zuzana Fišerová.
  - Válečník, Knižní klub, Praha 2011, přeložila Zuzana Fišerová.
  - Kněžka, Knižní klub, Praha 2012, přeložila Zuzana Fišerová.